# Kabinett Rudinì IV
Das Kabinett Rudinì IV regierte das Königreich Italien vom 14. Dezember 1897 bis zum 1. Juni 1898. Es löste das ebenfalls von Ministerpräsident Antonio Starabba di Rudinì angeführte Kabinett Rudinì III ab.

## Entstehung und Entwicklung
Das Kabinett Rudinì IV war das 34. Kabinett des Königreiches und war fünf Monate und 18 Tage im Amt. Es wurde von der Historischen Rechten (italienisch Destra storica) und Teilen der Historischen Linken (it. Sinistra storica) gestützt. 
Nach dem Tod des Postministers Emilio Sineo im Februar 1898 und des Marineministers Benedetto Brin im Mai 1898 war Ministerpräsident Rudinì zweimal gezwungen sein Kabinett umzubilden. Rudinì reichte am 28. Mai 1898 seinen Rücktritt ein, da die konservativen und liberalen Kräfte in seinem Kabinett keine einheitliche Linie in Bezug zur Kirchenpolitik der Regierung fand. Auslöser war ein Streit über eine Gesetzesvorlage zum Exequatur. Insbesondere der progressive Flügel unter der Führung von Giuseppe Zanardelli nahm in der Frage eine klare antiklerikale Haltung ein. König Umberto I. beauftragte erneut den konservativen Rudinì mit der Bildung einer Regierung, der daraufhin das Kabinett Rudinì V bildete.

## Minister

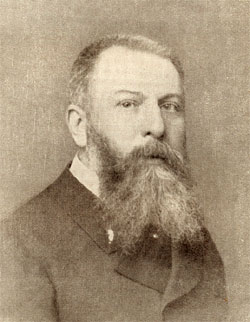
Antonio Starabba di Rudinì

| Ministerien                          | Name |
| ------------------------------------ | --- |
| Ministerpräsident                    | Antonio Starabba di Rudinì                                                                                       |
| Äußeres                              | Emilio Visconti-Venosta                                                                                          |
| Inneres                              | Antonio Starabba di Rudinì                                                                                       |
| Justiz und Kirchenangelegenheiten    | Giuseppe Zanardelli                                                                                              |
| Krieg                                | Alessandro Asinari di San Marzano                                                                                |
| Marine                               | Benedetto Brin (verstorben am 24. Mai 1898) Alessandro Asinari di San Marzano (geschäftsführend ab 25. Mai 1898) |
| Finanzen                             | Ascanio Branca                                                                                                   |
| Schatz                               | Luigi Luzzatti                                                                                                   |
| Öffentliche Arbeiten                 | Giuseppe Pavoncelli                                                                                              |
| Bildung                              | Nicolò Gallo |
| Landwirtschaft, Industrie und Handel | Francesco Cocco-Ortu                                                                                             |
| Post und Telegraphie                 | Emilio Sineo (verstorben am 26. Februar 1898) Luigi Luzzatti (geschäftsführend ab 27. Februar 1898)              |